# Araneus mendoza
Araneus mendoza Levi, 1991 è un ragno appartenente alla famiglia Araneidae.

## Distribuzione
L'olotipo maschile è stato rinvenuto in una località del Messico orientale: nei pressi di Ciudad Mendoza, nello stato di Veracruz.

## Tassonomia
Non sono stati esaminati esemplari di questa specie dal 1991
Attualmente, a dicembre 2013, non sono note sottospecie